# 경기도연천교육지원청
경기도연천교육지원청(京畿道漣川敎育支援廳, Yeoncheon Office of Education)은 경기도 연천군을 관할하는 경기도교육청 산하의 교육지원청이다.
교육장은 장학관으로 보한다.

## 산하기관

### 초등학교
| - 군남초등학교 - 궁평초등학교 - 대광초등학교 - 백의초등학교 | - 백학초등학교 - 상리초등학교 - 연천노곡초등학교 - 연천왕산초등학교 | - 연천초등학교 - 고문분교 - 은대초등학교 - 전곡초등학교 - 적동분교 | - 초성초등학교 - 화진초등학교 |

### 중학교
| - 군남중학교 - 대광중학교 | - 백학중학교 - 연천중학교 | - 전곡중학교 - 청산중학교 |

## 같이 보기
- 대한민국 교육부